# 최성준 (1965년)
최성준(1965년 5월 31일~ )은 대한민국의 배우이다.
중앙대학교 연극영화과에 재학 중이던 1987년 KBS TV소설 《사랑》으로 데뷔하였다. KBS 《토지》, 《대추나무 사랑걸렸네》, MBC 《숙희》 등에 출연했다.

## 학력
- 중앙대학교 연극영화과 학사(84학번)

## 출연

### 방송

#### 드라마
- 1987년 KBS 1TV 《사랑》- 허영 역
- 1988년 KBS 1TV 《토지》 - 이홍 역
- 1989년 KBS 1TV 《사랑이 꽃피는 나무》
- 1989년 KBS 2TV 《꽃피는 둥지》
- 1990년 KBS 2TV 《구리반지》
- 1990년 KBS 2TV 《대추나무 사랑걸렸네》 - 이항구 역
- 1992년 KBS 2TV 《사랑을 위하여》 - 박재민 역
- 1993년 MBC 《자매들》...강동수 역
- 1994년 MBC 《아담의 도시》...장영진 역
- 1995년 KBS 1TV 《하늘 바라기》...고영국 역
- 1995년 MBC 《숙희》 - 재덕 역
- 1995년 SBS 《코리아게이트》 - 박중환 역
- 1995년 KBS 2TV 《또 하나의 시작》
- 1996년 MBC 《별》
- 1996년 SBS 《부자유친》 - 송재원 역
- 1997년 SBS 《여자》- 송복수 역
- 1997년 SBS 《미아리 일번지》...박복만 역
- 1997년 MBC 《사랑과 이별》... 영재 역
- 1998년 SBS 《7인의 신부》
- 1999년 SBS 《그녀의 선택》
- 2000년 KBS 1TV 《학교 3》 - 영어교사 이종수 역
- 2000년 SBS 《루키》 - 방 대리 역
- 2001년 KBS 1TV 《태조 왕건》 - 이능희 역
- 2002년 KBS 1TV 《제국의 아침》 - 왕함윤 역
- 2002년 MBC 《어사 박문수》 - 김중민 역
- 2004년 KBS 1TV 《불멸의 이순신》 - 이억기 역

#### 재연극
- 1999년 KBS 2TV 《부부클리닉 사랑과 전쟁》

### 영화
- 1997년 《백수스토리》
- 1998년 《까》
- 2008년 《로맨틱 아일랜드》